# Xã Mad River, Quận Champaign, Ohio
Xã Mad River (tiếng Anh: Mad River Township) là một xã thuộc quận Champaign, tiểu bang Ohio, Hoa Kỳ. Năm 2010, dân số của xã này là 2.821 người.